# Kadłubowe Węgry
Kadłubowe Węgry (także: Okaleczone Węgry, Krwawiące Węgry, węg. Csonka-Magyarország) – pojęcie używane przez część Węgrów począwszy od lat 20. XX wieku.
Oznaczało państwo węgierskie po odebraniu mu Siedmiogrodu i północnej części kraju, która znalazła się w obrębie Czechosłowacji, obecnie Słowacji (Felső-Magyarország). Po raz pierwszy pojęcie pojawiło się w artykule wstępnym gazety Budapesti Hírlap w maju 1920.
Pojęcie było często wykorzystywane w publicznych dyskusjach, zwłaszcza w kontekście tego, że Węgrzy przez wieki bronili Europy, a ta odpłaciła się im krzywdzącym traktatem pokojowym. Zwrotu użytkowano powszechnie po I wojnie światowej.